# Stane Urek
Stane Urek, slovenski športni novinar, * 8. december 1931, Ljubljana  † 12. oktober 1993, Ljubljana.
Diplomiral je na Visoki šoli za telesno kulturo v Ljubljani leta 1963. Od 1956 je delal na Radiu Ljubljana kot novinar, 1964 -  72 kot urednik in do 1974 komentator v uredništvu športnih oddaj ter poročal z različnih tekmovanj kot reporter. V letih 1976 do 1992 je z rednimi radijskimi oddajami širil znanje o zdravem načinu življenja in zavest o pomenu športa v vseh življenjskih obdobjih.
Je soavtor priročnika Radijski intervju (1976) ter knjig Planica (1979) in Gimnastika doma (1990). Prejel je Bloudkovo nagrado (1984).  